# Fantasía Española (Liszt)

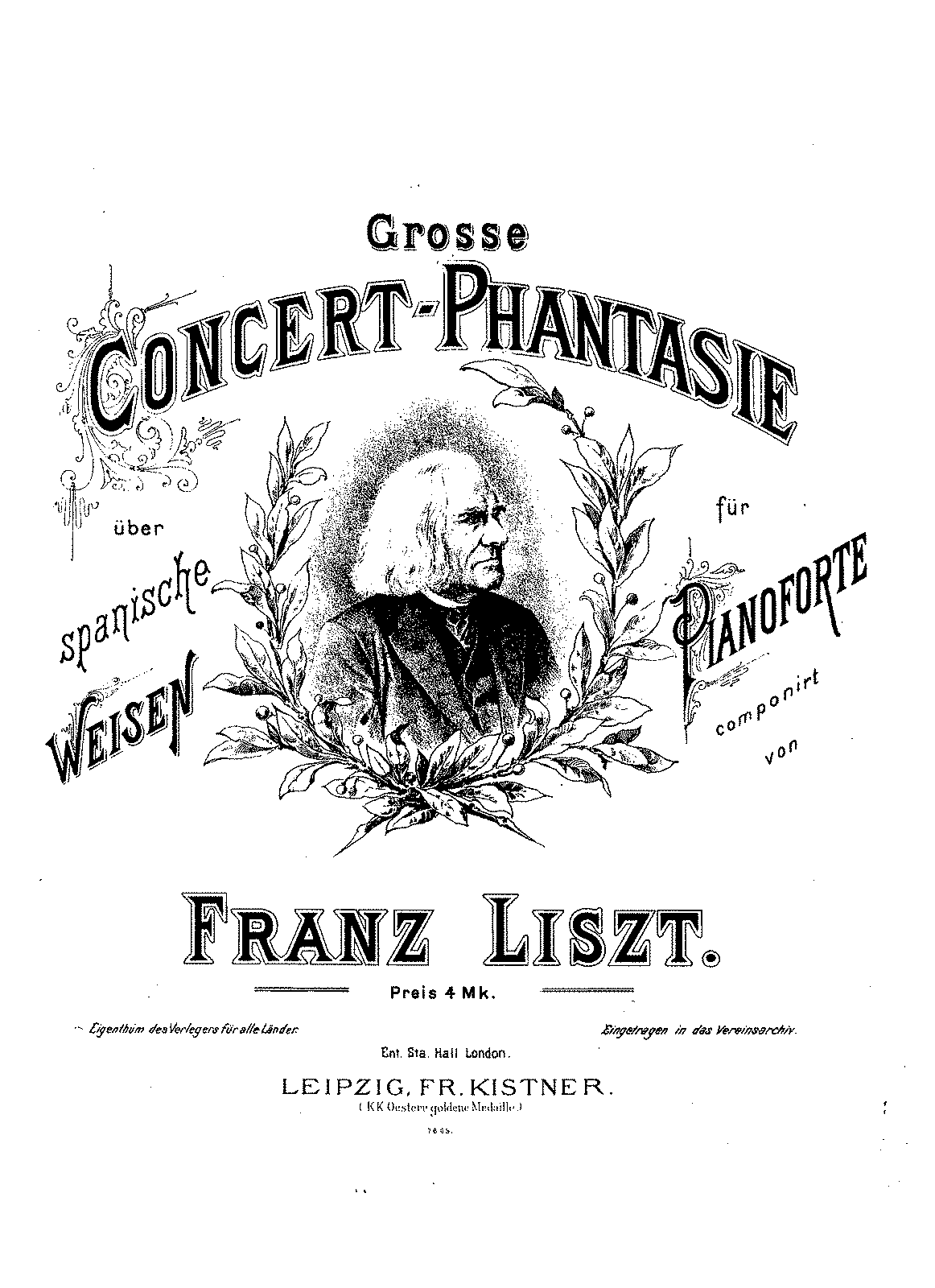
Portada de la fantasía (Leipzig Edition)

La Fantasía Española S.253 (Grosse Concert-Phantasie über spanische Weisen) es una fantasía para piano del compositor húngaro Franz Liszt compuesta en 1845. No fue publicada hasta 1887 después de su muerte, por razones desconocidas, por su biógrafa Lina Ramann, a quien está dedicada. No debe confundirse con la Rapsodia Española, del mismo compositor, la cual está basada en esta fantasía.
Se trata de una de las obras para piano más difíciles y tiene una duración de más de 15 minutos. La obra es prácticamente en su totalidad de naturaleza virtuosística (pasajes rápidos, arpegios y cadenzas) y al más puro estilo de Liszt, con una melodía fuertemente acompañada de adornos.
Toma elementos de la música popular española. Consta de tres melodías principales: comienza como un fandango en forma de una extravagante fantasía; después se escucha una jota aragonesa; luego una cachucha que se irá desarrollando en un fandango. Finalmente hará una coda, con elementos de las tres melodías y con un final apoteósico.